# Seibal

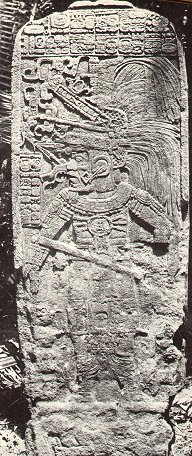
Estela 11 de Seibal, fotografada por Maler

Seibal (El Ceibal em espanhol) é um sítio arqueológico maia do período clássico situado no norte do departamento guatemalteco de El Petén. Era a maior cidade da região do rio Pasión.
Este local esteve ocupado desde o período pré-clássico até ao período clássico terminal, com um hiato intermédio significativo. A principal fase de ocupação data do final do pré-clássico, seguida de um declínio no início do período clássico. No final do período clássico ocorreu uma significativa recuperação da importância de Seibal, antes do seu abandono total, atingindo um segundo auge entre 830 e 890, com uma população estimada em 8–10 000 pessoas. As datas nas estelas de Seibal são estranhamente tardias, com monumentos a serem dedicados mesmo após o colapso da civilização maia atingir já a maior parte da região de Petén. Muitos dos monumentos tardios de Seibal mostram influência artística do México central e da costa mexicana do Golfo do México.

## Etimologia
"Seibal" é uma corruptela da palavra espanhola ceibal, que significa o local onde crescem muitas árvores do género Ceiba. El Ceibal era o nome de uma campo madeireiro próximo das ruínas na altura da sua descoberta. A alteração da grafia teve origem numa publicação de Teoberto Maler em 1908.

## Localização
Seibal está situado sobre elevações cerca de 100 metros acima do nível do rio Pasión, um dos principais afluentes do rio Usumacinta. Cerca de 100 km para jusante, o rio Pasión junta-se com o rio Salinas para formarem o Usumacinta, que corre para norte em direcção ao Golfo do México. O sítio localiza-se no departamento de Petén no norte da Guatemala, a 16 km da actual cidade de Sayaxché, a 28 km para este de Dos Pilas e a 100 km de Tikal. O lago Petén Itzá encontra-se 60 km a norte das ruínas.
Seibal encontra-se rodeado por floresta tropical húmida numa planície calcária com algumas colinas.

## População
Os levantamentos efectuados revelaram uma média de 436 estruturas por quilómetro quadrado no núcleo do sítio, caindo para 244 estruturas por quilómetro quadrado na periferia. Estima-se que no seu auge no final do período pré-clássico a população na zona nuclear fosse de 1600 habitantes com outros 8000 dispersos pela periferia, com uma população total de aproximadamente 10 000 habitantes. No início do período clássico a população sofreu uma forte redução, para uns estimados 34% da população no período do auge. No final do período clássico a população aumentou para 85% do número no final do período pré-clássico, uma expansão que parece ter ocorrido rapidamente e que se terá estendido a todas as áreas do sítio, talvez em resultado do influxo de refugiados chegados de outros sítios cerca de 830. A este crescimento seguiu-se uma redução populacional para 14% do valor máximo do período pré-clássico no início do período pós-clássico, antes do completo abandono do local.

## Governantes conhecidos
Todas as datas d.C.
| Nome (título ou alcunha)                  | Governo   |
| ----------------------------------------- | --------- |
| Yich'aak B'alam ("Garra de Jaguar")       | -735–747+ |
| Ajaw B'ot ("Governante D", Ah-Bolon-Abta) | 771–?     |
| Wat'ul Chatel (Aj B'olon Haab'tal)        | 830–889+  |

## História
O sítio já estava ocupado no pré-clássico médio, tendo entrado em declínio entre o final do pré-clássico tardio até ao início do clássico, com um novo período de expansão no final do período clássico antes de ser totalmente abandonado.

### Pré-clássico
Seibal atingiu o seu máximo populacional no período pré-clássico. Cerâmica encontrada nos níveis do pré-clássico de Seibal pertencem à pouco conhecida fase Xe, encontrada no ocidente da região de Petén. Foi encontrado um esconderijo de forma cruciforme de estilo olmeca contendo um artefacto usado em sangrias rituais e "machados" de jade semelhantes aos encontrados na área nuclear olmeca na costa do golfo do México, provavelmente manufacturados em La Venta. Este esconderijo data de aproximadamente 900 a.C.
O assentamento mais antigo do pré-clássico médio estava praticamente confinado ao Grupo A. Após 300 a.C., no pré-clássico tardio, o assentamento expandiu-se passando a incluir o Grupo D.
No final do pré-clássico tardio, Seibal sofreu um declínio populacional ainda inexplicado.

### Clássico inicial
No início do período clássico, o declínio que começara no final do pré-clássico continuou até o sítio se encontrar semi-abandonado.

### Clássico tardio
Seibal foi revitalizado no final do clássico tardio com uma expansão da ocupação ligada à grande cidade de Tikal. Foram adicionadas novas construções aos Grupos A e D, com enfâse particular no Grupo D, que se tornou uma parte importante do centro cerimonial.
Em 735 Ucha'an K'in B'alam, o senhor do vigoroso novo reino de Dos Pilas, atacou Seibal, capturando Yich'aak B'alam, o seu rei. O rei cativo não foi morto tendo-se tornado um vassalo do seu vizinho mais poderoso. Yich'aak B'alam é mostrado sob os pés de Ucha'an K'in B'alam na estela 2 de Aguateca. Yich'aak B'alam continuou como vassalo durante o reinado do rei seguinte de Dos Pilas, K'awiil Chan K'inich, que presidiu aos rituais em Seibal em 745 e 747.
Seibal reconquistou a sua independência no final do século VIII com a destruição do reino de Dos Pilas. Ajaw B'ot subiu ao trono em 771, restaurando Seibal como capital independente.

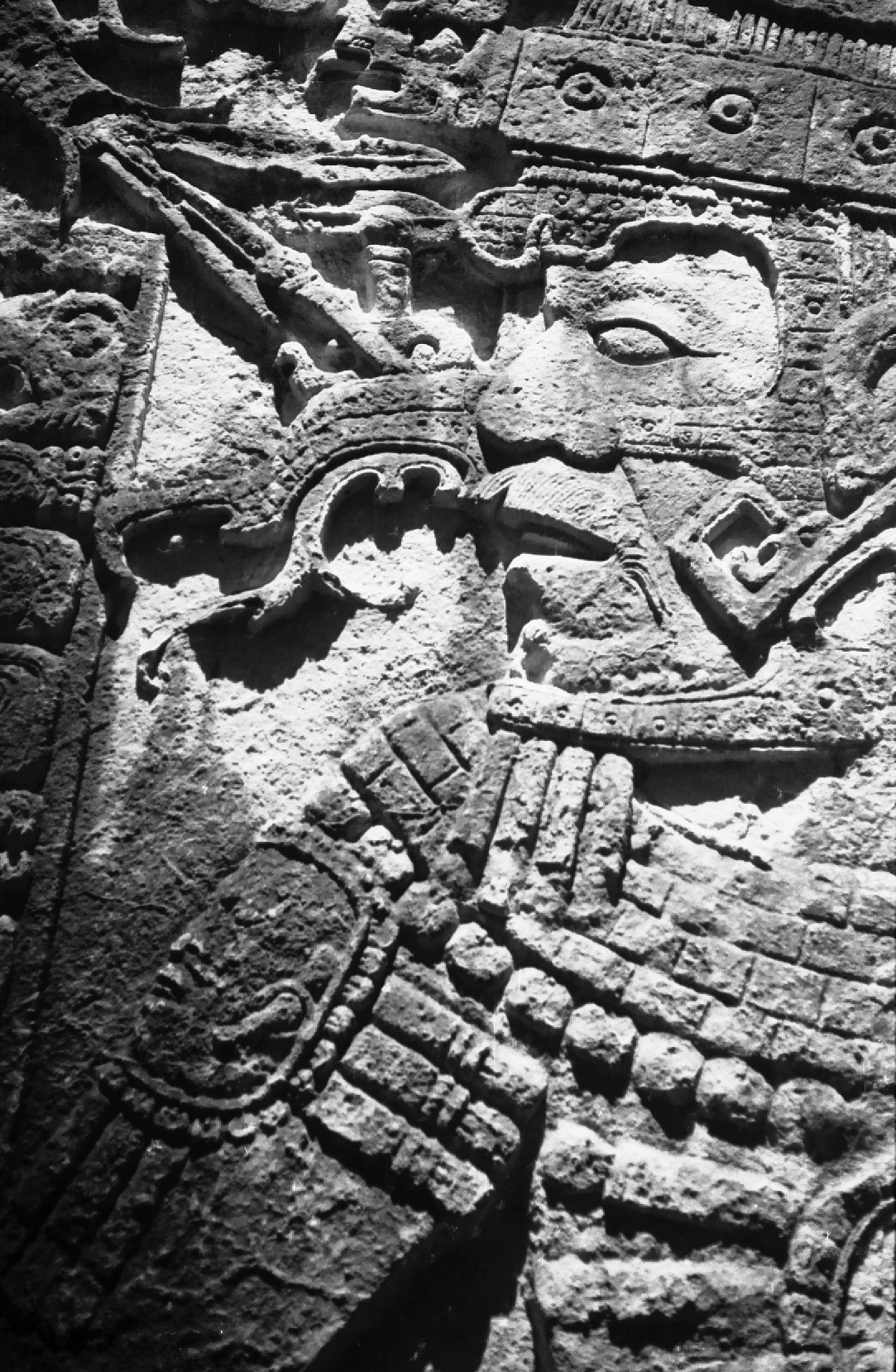
Detalhe da estela 11 de Seibal.

### Clássico terminal
Com a sua independência atingiu novo apogeu, e por um breve período Seibal tornou-se uma importante capita regional situada na importante rota comercial do rio Pasión. A arquitectura e a cerâmica deste período demonstram ligações com a Península de Yucatán e costa do Golfo do México. Dezassete estelas talhadas entre 849 e 889 mostram uma mistura de estilos maias e estrangeiros, incluindo um senhor usando uma máscara em forma de bico de Ehecatl, o deus do vento do México central, com o símbolo representativo do discurso emergindo da sua boca. Algumas destas estelas têm uma afinidade estilística com os murais pintados em Cacaxtla, um sítio em Tlaxcala. Este estilo híbrido parece indicar que os novos senhores de Seibal eram senhores maias adaptando-se a condições políticas em mudança, ao adoptarem uma mistura de símbolos com origem tanto nas terras baixas maias como no México central. Algumas das estelas com aspecto estrangeiro apresentam mesmo glifos calendáricos não-maias. Por esta altura, as mudanças em Seibal estão associadas com o comércio controlado pelos maias chontal ao longo do rio Pasión. Os maias chontal eram guerreiros-comerciantes originários da da costa do Golfo do México que apresentavam características maias e não-maias.
Textos hieroglíficos de Seibal indicam que o vigor renascido da cidade era apoiado por uma nova aliança formada pelas cidades de El Caracol e Ucanal a leste, dois locais que até então haviam sobrevivido ao colapso da civilização maia em curso. É provável que estivessem a tentar reabrir a antiga rota comercial Pasión-Usumacinta, tendo sido atraídos a Seibal devido à sua localização defensável sobranceira ao rio Pasión. A refundação de Seibal teve lugar em 830 com a instauração do governo de Wat'ul Chatel, como vassalo de Chan Ek' Hopet de Ucanal. O novo rei dedicou um novo edifício e estelas em 849, debaixo da atenção de "Jewel K'awil", rei de Tikal, e Chan Pet, rei de Calakmul. O seu último monumento foi eregido em 89, quase 60 anos depois do início do seu reinado. Esta estela é também o último monumento datado erguido em Seibal e por volta de 900 a cidade havia sido quase totalmente abandonada, a região havia sido atingida pelo colapso da civilização maia e o comércio já não existia ao longo da rota Pasión-Usumacinta. A maioria das capitas maias haviam já sido abandonadas e qualquer que fosse a ajuda externa que recebia do seu suserano, esta havia desaparecido.
As estelas tardias de Seibal mostram uma redução vincada na sua qualidade ao longo dum período de quarenta anos, com a perda dos traços do período clássico, exibindo representações mais planas e cruas que as estelas anteriores. Tal poderá reflectir a perda de conhecimentos no período clássico terminal, com os artesãos cada vez menos capazes de trabalhar monumentos e grandes estruturas à medida que o tempo passava.

### História moderna
As ruínas de Seibal foram provavelmente descobertas cerca de 1890 por madeireiros que trabalhavam para a Hammett Mahogany Company. Federico Artes foi o primeiro a relatar a existência das ruínas em 1892 após ter sido enviado ao Petén pelo governo da Guatemala para encontrar materiais a serem exibidos na exposição da Guatemala na Exposição Universal de 1893 em Chicago. Executou moldes de algumas das estelas e estes foram exibidos na exposição, levando a recente descoberta das ruínas ao conhecimento dos arqueólogos pela primeira vez. Dois anos mais tarde, em Julho de 1895, Seibal foi explorada por Teoberto Maler em nome do Museu Peabody da Universidade de Harvard, procedendo à elaboração de uma planta do sítio e à descoberta de uma nova estela. Regressou ao local em Agosto de 1905 mas não descobriu novos monumentos. O Museu Peabody publicou o trabalho de Maler em 1908, incluindo fotos de qualidade das estelas.
Seguiu-se a investigação de Sylvanus Morley em 1914 em nome da Carnegie Institution de Washington. Barnum Brown
visitou as ruínas em 1948, e membros da expedição do Museu Peabody a Altar de Sacrifícios visitaram as ruínas em 1961, 1962 e 1963.
Em 1964 o Museu Peabody levou a cabo uma investigação detalhada do sítio que continuou até 1968, liderada por Gordon Willey.

## O sítio
O núcleo do sítio está dividido em três grupos principais (Grupos A, C e D) ligados por caminhos e estende-se por pouco mais de 1 km². Os caminhos estavam revestidos de alvenaria e em alguns locais tinham lancis. O Caminho I é o caminho oeste, o Caminho II é o caminho sul e o Caminho III é o caminho este. O Grupo D é um refúgio fortificado dissimulado e com vista para o rio. O Grupo B é um pequeno complexo situado a cerca de 3 km do núcleo do sítio. O Grupo A é menor que o Grupo D mas tem a maioria dos monumentos esculpidos. Vários pequenos grupos de montículos antes ocupados por residências situam-se no exterior do núcleo do sítio. Encontram-se separados 50 a 100 metros entre si, estendendo-se por vários quilómetros para norte, sul e oeste.
Apenas duas estruturas foram restauradas em Seibal, a plataforma-templo A-3 e a plataforma circular C-79. Ambas foram restauradas durante os estudos levados a cabo pelo Museu Peabody na década de 1960.

### Arquitectura

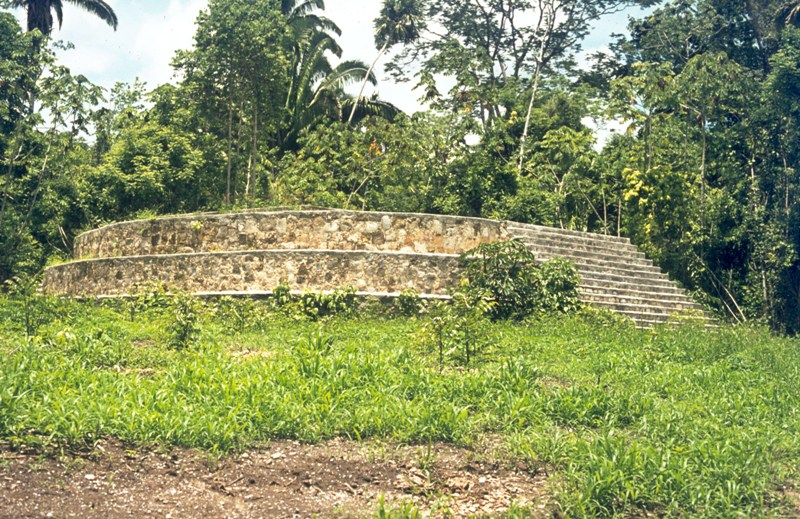
A invulgar estrutura circular C-79.

O Grupo A situa-se no núcleo do sítio. Está centrado nas praças norte e sul e encontra-se no extremo oeste do Caminho I. Tem mais de cinquenta montículos dispostos em redor das duas praças.
O Grupo C situa-se no Caminho II pelo qual é atravessado; o caminho II termina na estrutura circular C-79. O Grupo C tem mais de 40 montículos.
O Grupo D é um grupo compacto no extremo este do Caminho III. Tem mais de setenta estruturas aglomeradas em redor de cinco praças. O Grupo D tinha apenas uma estela, consistindo de um monumento simples erguido em frente de uma pirâmide escalonada com 20 metros de altura.
A Estrutura A-3 é uma plataforma-templo situada no centro da praça sul. Tem uma escadaria em cada um dos seus quatro lados. Cinco estelas estão associadas a esta estrutura, uma na base de cada escadaria e uma no interior do edifício situado no cimo da plataforma. Esta estrutura e as suas estelas foram dedicadas em 849 pelo rei Wat'ul Chatel (também conhecido como Aj B'olon Haab'tal). Apresenta também o que resta de um arco falso, o único encontrado em Seibal.
A Estrutura A-10 a estrutura mais alta do sítio, é uma pirâmide-templo com 28 metros de altura.
A Estrutura A-13 é uma pirâmide radial. As escavações puseram a descoberto um enterramento colectivo (Enterramento 4) com restos correspondentes a onze pessoas, incluindo duas mulheres e uma criança. Não se trata de um enterramento maia típico do período clássico e foi datado como sendo de 930, muito tardio relativamente à ocupação do sítio.
Na Estrutura A-14 foi encontrada uma sepultura de uma mulher da elite, designada Enterramento 1.
A Estrutura A-19 e a Estrutura C-9 são campos de jogo de bola. Têm alguma semelhança com os campos de jogo de bola de Chichen Itza. Ambos estão alinhados segundo a direcção este-oeste, uma característica invulgar na área maia, embora a topografia do local tenha restringido fortemente a disposição da cidade a uma orientação principal segundo uma orientação este-oeste. A Estrutura A-19 encontra-se no lado oeste da praça norte.
A Estrutura C-79 é uma plataforma de três degraus construída durante o clássico terminal em cima de uma estrutura preexistente datada do período pré-clássico. As estruturas circulares como esta são originárias do México central, onde tipicamente eram templos de Ehecatl, o deus do vento. Contudo, a estrutura de Seibal tinha no topo uma plataforma construída rectangular, enquanto nos templos a Ehecatl estas eram também circulares. Esta estrutura tem duas escadarias, a maior das quais no lado oeste e a menor do lado este. Um altar circular encontra-se em frente da estrutura sobre três pedestais, dois dos quais são figuras acocoradas que antes suportavam o altar, a terceira coluna central é moderna e foi colocada como suporte adicional durante a restauração das ruínas. O altar tem uma representação tosca de uma cabeça de jaguar esculpida numa das arestas. A Estrutura C-79 e o altar a ela associado foram datados de 870.

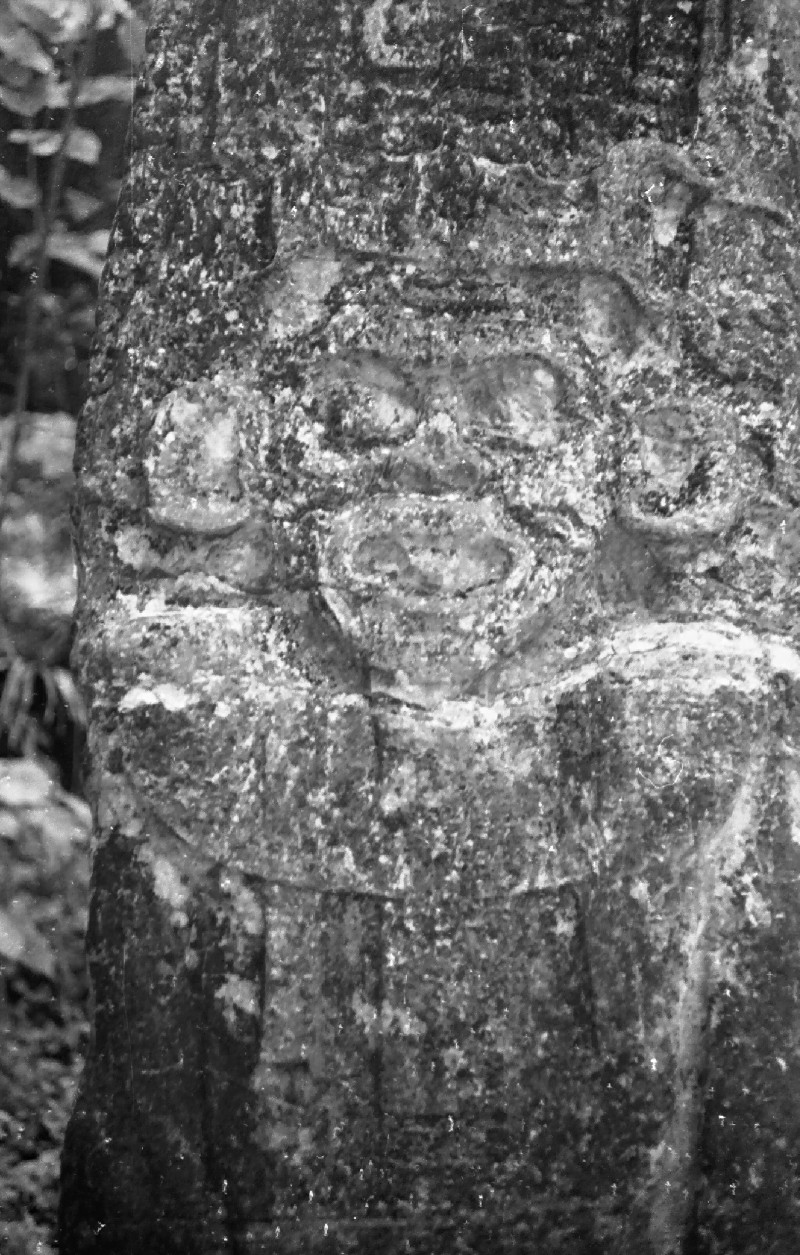
Estela 2 de Seibal.

### Monumentos
Os monumentos de Seibal estão feitos de um calcário duro, o que explica o seu excelente estado de conservação. Durante as escavações da década de 1960, foram identificadas 57 estelas. Destas, 22 esculpidas e 35 lisas.
Estela 1, no lado norte da praça sul próximo da estrutura A-2, designa alguém chamado "Faca-Asa" que também é conhecido na distante Chichen Itza. Foi datada de 869.
Estela 2 data provavelmente de 870, apesar de não exibir qualquer texto hieroglífico. Mostra uma vista frontal de uma figura mascarada e é o único monumento de Seibal que mostra um retrato frontal. Estava partida em seis ou sete fragmentos e foi restaurada.
Estela 3 exibe uma data calendárica não-maia, um dos glifos é cipactli, uma cabeça de crocodilo usada para representar o primeiro dia do calendário de 260 dias no México central. Esta estela foi levada para um museu na Cidade da Guatemala.
Estela 4 está muito danificada, tendo sido feita em pedaços por uma árvore em queda. Esteve perdida durante 60 anos até ser redescoberta. Actualmente, permanece enterrada sob uma fina camada de solo.
Estela 5 encontra-se a norte da praça sul e está muito danificada. Apenas resta a secção fragmentada média da estela, a qual exibe uma representação de um jogador de bola e foi datada de 780.
Estela 6 está ligeiramente a norte da estela 5, e tem inscrições hieroglíficas. Esta estela foi danificada na antiguidade quando a parte superior foi separada e erguida junto de um altar próximo.
Estela 7 encontra-se a norte das estelas 5 e 6. Encontra-se num estado de conservação razoável e mostra um governante vestido como jogador de bola. Este monumento foi provavelmente dedicado em 780, apesar de registar a ascensão ao trono de um rei de Seibal em 771.
Estela 8 é um monumento bem preservado no lado sul da estrutura A-3. Nela um governante veste garras de jaguar nas mãos e pés.
Estela 9 foi erguida no lado oeste da estrutura A-3. Está muito danificada e falta-lhe uma secção.
Estela 10 está no lado norte da estrutura A-3. Mostra o rei Wat'ul Chatel, vestido ao estilo maia do clássico terminal, apesar de a sua face de aparência estrangeira exibir um bigode, uma característica atípica. O texto nesta estela contém os hieroglifos de Tikal, Calakmul e Motul de San José.
Estela 11 encontra-se no lado este da estrutura A-3 e descreve a refundação de Seibal em 830 e a instauração do seu novo senhor Wat'ul Chatel, como vassalo de Chan Ek' Hopet de Ucanal. Um painel sob o retrato do governante representa um cativo.
Estela 13 encontra-se ligeiramente a oeste da praça sul. Foi datada de 870.
Estela 14 data de cerca de 870 e situa-se no cruzamento de dois caminhos, encontrando-se em bom estado de conservação. Tem semelhanças estilísticas com esculturas na distante Chichen Itza.
Estela 18 foi uma das últimas estelas a ser erguidas em Seibal. Situa-se a 20 metros para oeste do grupo de monumentos formado pelas estelas 5, 6 e 7.
Estela 19 demonstra as influências estrangeiras prevalentes em Seibal durante o clássico tardio. Mostra um senhor usando uma máscara representando o deus do vento do México central, Ehecatl.
Estela 20 encontra-se a oeste da praça sul. Foi um dos últimos monumentos a ser erguido em Seibal, datando de 889.
Estela 21 situa-se no interior da construção no cimo da estrutura A-3. Foi bastante danificada quando a construção colapsou em cima dela. Foi restaurada e mostra o senhor de Seibal ostentando um "ceptro manequim".